# 문화인의 음반
이 문서는 문화인에서 발매한 음반 목록이다.

## 2010년대
- 2016년 6월 15일 신현희와 김루트 - 신루트의 이상한 나라
- 2016년 7월 5일 우효 - [Digital Single] 청춘
- 2016년 7월 7일 롱디 - [Digital Single] DIA TV - Show Your Own[1]
- 2016년 7월 12일 신현희와 김루트,롱디 - [Digital Single] 참지마요
- 2016년 8월 9일 재니 - [Digital Single] Tell Me Why
- 2016년 8월 24일 이나 - [Digital Single] Like A Sunshine
- 2016년 9월 7일 민채 - Come Fly Away
- 2016년 10월 7일 앤츠 - Ants Say
- 2016년 10월 15일 윤현상 - 판타스틱 OST Part.3[2]
- 2016년 10월 29일 롱디 - [Digital Single] Q&A
- 2016년 10월 31일 젊은이 - [Digital Single] 걸어도 걸어도
- 2016년 11월 2일 한음파 - [Digital Single] 하울링
- 2016년 11월 14일 민채 - [Digital Single] 하루
- 2016년 11월 17일 신현희와 김루트 - 오 마이 금비 OST Part.1
- 2016년 11월 21일 크림 - Talking To The Moon
- 2016년 11월 22일 민채 - [Digital Single] 올스테이지 313번째 민채
- 2016년 12월 14일 글로잉독 - Texture
- 2016년 12월 14일 젊은이 - 낭만닥터 김사부 OST Part.3
- 2016년 12월 16일 신현희와 김루트 - [Digital Single] 다이하드
- 2016년 12월 28일 서교동의 밤 - [Digital Single] 그대와 나
- 2017년 1월 13일 앤츠 - [Digital Single] 딱 10분만
- 2017년 1월 19일 민채 - 푸른 바다의 전설 OST Part.11
- 2017년 2월 10일 롱디 - [Digital Single] Need Girl[3]
- 2017년 2월 27일 민채 - [Digital Single] 들리지 않니
- 2017년 3월 10일 신현희와 김루트 - 김과장 OST Part.5
- 2017년 3월 15일 우효 - [Digital Single] PIZZA
- 2017년 3월 18일 서교동의 밤 - [Digital Single] 길에서
- 2017년 4월 3일 민채 - Ambient
- 2017년 4월 21일 앤츠 - [Digital Single] 싸우지 말자
- 2017년 5월 1일 크래커 - [Digital Single] 나는 너였다
- 2017년 5월 4일 서교동의 밤 - [Digital Single] 요즘 왜 이래
- 2017년 5월 29일 재니 - [Digital Single] Lemonade
- 2017년 5월 10일 신현희와 김루트 - 수상한 파트너 OST Part.1
- 2017년 5월 30일 우효 - [Digital Single] 민들레
- 2017년 6월 9일 크림 - [Digital Single] In My Heart
- 2017년 6월 12일 롱디 - [Digital Single] 나와
- 2017년 6월 14일 서교동의 밤 - [Digital Single] 밤 공기
- 2017년 6월 17일 에버루아 - 비밀의 숲 OST Part.2
- 2017년 6월 24일 우효 - 비밀의 숲 OST Part.3
- 2017년 7월 5일 민채 - [Digital Single] 라따따
- 2017년 7월 13일 콜렉티브아츠 - [Digital Single] Note#1
- 2017년 7월 19일 서교동의 밤 - [Digital Single] Walking In The Moonlight
- 2017년 7월 27일 신현희와 김루트 - [Digital Single] 숨소리 (난장 518분 페스티벌 주제가)[4]
- 2017년 7월 27일 콜렉티브아츠 - [Digital Single] Note#2
- 2017년 7월 31일 크래커 - [Digital Single] 떠나자
- 2017년 8월 10일 서교동의 밤 - [Digital Single] 눈치
- 2017년 8월 16일 신현희와 김루트 - [Digital Single] 언젠가
- 2017년 8월 16일 콜렉티브아츠 - [Digital Single] Note#3
- 2017년 8월 21일 신현희와 김루트 - [Digital Single] 같이 같이
- 2017년 8월 24일 알레프 - [Digital Single] Fall In Love Again
- 2017년 9월 14일 윤현상 - Attitude
- 2017년 9월 20일 서교동의 밤 - [Digital Single] 럭키스타 (Lucky Star)
- 2017년 9월 25일 앤츠 - [Digital Single] 자꾸[5]
- 2017년 9월 28일 콜렉티브아츠 - [Digital Single] Note#4
- 2017년 9월 29일 신현희와 김루트 - [Digital Single] 015B Anthology Part.1[6]
- 2017년 9월 30일 신현희와 김루트 - 피버뮤직 2017[7]
- 2017년 10월 8일 서교동의 밤 - 안단테 OST Part.2
- 2017년 10월 13일 아일 - 첫차
- 2017년 10월 18일 알레프 - 1
- 2017년 10월 26일 콜렉티브아츠 - [Digital Single] Note#5
- 2017년 11월 6일 크림 - [Digital Single] 사진을 봐요
- 2017년 11월 14일 콜렉티브아츠 - [Digital Single] Note#6
- 2017년 11월 20일 서교동의 밤 - [Digital Single] 그새 겨울이...
- 2017년 11월 26일 민채 - 블랙 OST Part.3
- 2017년 11월 27일 헤이맨 - Prism
- 2017년 12월 12일 콜렉티브아츠 - [Digital Single] Note#7
- 2017년 12월 14일 롱디 - [Digital Single] All Night[8]
- 2018년 1월 2일 우효 - [Digital Single] 꿀차
- 2018년 1월 8일 롱디 - 그리워라
- 2018년 1월 23일 콜렉티브아츠 - [Digital Single] Note#8
- 2018년 1월 31일 크래커 - 시작,끝
- 2018년 2월 5일 신현희와 김루트 - [Digital Single] 투유 프로젝트 - 슈가맨2 Part.4[9]
- 2018년 2월 5일 신현희와 김루트 - [Digital Single] 난장 518분 페스티벌 라이브 앨범 Vol.2[10]
- 2018년 4월 23일 콜렉티브아츠 - [Digital Single] Note#9
- 2018년 4월 27일 윤현상 - [Digital Single] 춘곤 (春困)
- 2018년 4월 30일 앤츠 - [Digital Single] 사과
- 2018년 6월 4일 콜렉티브아츠 - Note#10
- 2018년 6월 19일 박정현 - [Digital Single] The Wonder 1st DS
- 2018년 6월 20일 유라 - [Digital Single] New Edition 03[11]
- 2018년 7월 11일 신현희와 김루트 - The Color of SEENROOT
- 2018년 8월 16일 콜렉티브아츠 - [Digital Single] Note#11
- 2018년 10월 1일 유라 - [Digital Single] My
- 2018년 10월 8일 윤현상 - [Digital Single] 기억의 창고
- 2018년 10월 31일 앤츠 - [Digital Single] FM201.8-10Hz:너도 나처럼[12]
- 2018년 11월 12일 에버루아 - EverLua
- 2018년 11월 20일 박정현 - [Digital Single] The Wonder 2nd DS
- 2018년 12월 3일 크림 - [Digital Single] 내 젊음은 가져가도 꿈은 줄 수 없어
- 2018년 12월 8일 유라 - [Digital Single] 더 팬 1ROUND Part.2[13]
- 2018년 12월 10일 신현희 - [Digital Single] 동네앨범 고양 Part.1
- 2018년 12월 12일 서교동의 밤 - [Digital Single] 그대와 나 (2018)
- 2018년 12월 13일 서교동의 밤 - 복수가 돌아왔다 OST Part.2
- 2019년 1월 5일 유라 - [Digital Single] 더 팬 3ROUND Part.2
- 2019년 1월 12일 유라 - [Digital Single] 더 팬 4ROUND Part.1[14]
- 2019년 2월 14일 서교동의 밤 - [Digital Single] Dancing In The Moon
- 2019년 2월 15일 로지 - [Digital Single] 붉은 청어
- 2019년 2월 15일 윤현상 - 리갈하이 OST Part.1
- 2019년 3월 5일 유라 - B Side
- 2019년 3월 11일 앤츠 - 동네변호사 조들호2:죄와 벌 OST Part.8
- 2019년 3월 20일 크래커 - 도서관
- 2019년 4월 8일 우효 - 성난 도시로부터 멀리
- 2019년 5월 10일 앤츠 - 헤엄
- 2019년 5월 13일 박정현 - [Digital Single] A Whole New World (From `Aladdin`)[15]
- 2019년 5월 16일 박정현 - 절대그이 OST Part.1
- 2019년 5월 23일 문없는집 - [Digital Single] Happyhappyhappylife
- 2019년 5월 26일 윤현상 - [Digital Single] 애이불비
- 2019년 6월 26일 윤현상 - Lover
- 2019년 7월 16일 유라 - [Digital Single] New Edition 13[16]
- 2019년 7월 18일 박정현 - The Wonder
- 2019년 7월 20일 박정현 - [Digital Single] JTBC 비긴어게인3 Episode 1[17]
- 2019년 7월 22일 헤이맨 - [Digital Single] See You Again
- 2019년 7월 27일 박정현 - [Digital Single] JTBC 비긴어게인3 Episode 2[18]
- 2019년 7월 29일 문없는집 - 문없는집
- 2019년 8월 10일 박정현 - [Digital Single] JTBC 비긴어게인3 Episode 4[19]
- 2019년 8월 16일 박정현 - The Wonder (Special Edition)
- 2019년 8월 17일 박정현 - [Digital Single] JTBC 비긴어게인3 Episode 5[20]
- 2019년 8월 19일 서교동의 밤 - [Digital Single] Story Line
- 2019년 8월 19일 콜렉티브아츠 - [Digital Single] Story#1[21]
- 2019년 8월 25일 앤츠 - [Digital Single] 미장센[22]
- 2019년 9월 6일 콜렉티브아츠 - [Digital Single] Story#2[23]
- 2019년 9월 16일 크래커 - [Digital Single] 너의 바다
- 2019년 10월 5일 박정현 - [Digital Single] JTBC 비긴어게인3 Episode 11[24]
- 2019년 10월 11일 콜렉티브아츠 - [Digital Single] Story#3[25]
- 2019년 10월 23일 알레프 - 도시 단편
- 2019년 10월 26일 박정현 - [Digital Single] JTBC 비긴어게인3 Episode 14[26]
- 2019년 11월 12일 서교동의 밤 - [Digital Single] Be My Blue
- 2019년 11월 18일 콜렉티브아츠 - [Digital Single] Story#4[27]
- 2019년 12월 11일 우효 - [Digital Single] 뻔한 치킨
- 2019년 12월 27일 콜렉티브아츠 - [Digital Single] Story#5[28]

## 2020년대
- 2020년 1월 28일 서교동의 밤 - [Digital Single] Diving
- 2020년 1월 30일 크래커 - [Digital Single] 터널
- 2020년 2월 23일 유라 - [Digital Single] Dot
- 2020년 3월 19일 서교동의 밤 - 언어의 온도 : 우리의 열아홉 OST Part.3
- 2020년 4월 29일 우효 - [Digital Single] Brave
- 2020년 5월 22일 우효 - 슬기로운 의사생활 OST Part.11[29]
- 2020년 5월 26일 유라 - [Digital Single] 행복은 도피여야 해
- 2020년 6월 2일 섞김 - [Digital Single] 새벽춤
- 2020년 6월 12일 콜렉티브아츠 - [Digital Single] Story#6[30]
- 2020년 7월 12일 윤현상 - [Digital Single] 말랑
- 2020년 7월 15일 유라 - 출사표 OST Part.2
- 2020년 7월 28일 유라 - [Digital Single] Virus Mix
- 2020년 8월 23일 크래커 - [Digital Single] 유성
- 2020년 8월 28일 로지 - [Digital Single] Escape
- 2020년 10월 8일 우효 - Silence
- 2020년 10월 14일 섞김 - 불규칙, 제1규칙
- 2020년 12월 23일 문없는집 - [Digital Single] 터널
- 2020년 12월 23일 유라 - [Digital Single] 하양
- 2020년 12월 30일 문없는집 - 밝은 미래
- 2021년 2월 2일 유라 - Gaussian
- 2021년 3월 8일 김우주 - 그런 마법
- 2021년 5월 5일 윤현상 - [Digital Single] Modern, Mild
- 2021년 5월 16일 나히 - [Digital Single] 너 정말 너무행!
- 2021년 7월 12일 유라 - [Digital Single] Pacemaker
- 2021년 7월 18일 크래커 - [Digital Single] 크래커
- 2021년 9월 10일 김우주 - [Digital Single] Teddy Dog
- 2021년 9월 30일 유라 - 홈타운 OST Part.1
- 2021년 10월 14일 허회경 - [Digital Single] 김철수 씨 이야기
- 2021년 10월 26일 나히 - [Digital Single] City Drive
- 2021년 11월 20일 유라 - [Digital Single] Rawww
- 2022년 1월 7일 허회경 - [Digital Single] 그렇게 살아가는 것
- 2022년 1월 20일 나히 - [Digital Single] 착각이었지!
- 2022년 2월 17일 로지 - [Digital Single] JK
- 2022년 2월 23일 김우주 - [Digital Single] 그날 밤
- 2022년 3월 31일 윤현상 - [Digital Single] 새벽 어귀
- 2022년 5월 20일 이끼 - [Digital Single] Be There
- 2022년 7월 12일 나히 - [Digital Single] 러브노트!
- 2022년 8월 4일 유라 - [Digital Single] Jungle Bike
- 2022년 9월 2일 나히 - [Digital Single] 불면송
- 2022년 11월 10일 허회경 - Memoirs
- 2022년 11월 21일 유라 - 이런 분위기는 기회다 (The Vibe is a Chance)[31]
- 2022년 12월 2일 나히 - [Digital Single] Treasure
- 2023년 2월 6일 로지 - [Digital Single] Mage
- 2023년 6월 8일 허회경 - 행복배틀 OST Part.2
- 2023년 7월 3일 허회경 - [Digital Single] 나와 내 이웃에게
- 2023년 7월 26일 로지 - [Digital Single] Rose
- 2023년 10월 27일 허회경 - 소년 소녀 연애하다 OST Part.5
- 2023년 12월 5일 허회경 - [Digital Single] 난 묻어요
- 2024년 2월 1일 김우주 - [Digital Single] 사랑할 땐 누구나 최악이 된다
- 2024년 2월 26일 허회경 - [Digital Single] 시시콜콜한 이야기
- 2024년 5월 3일 윤현상 - [Digital Single] i.E
- 2024년 5월 22일 허회경 - [Digital Single] None
- 2024년 7월 26일 음성녹음 - [Digital Single] Orange Summer Breeze
- 2024년 8월 23일 윤석원 - [Digital Single] 우리 헤어진 거 맞나요
- 2024년 10월 2일 윤현상 - [Digital Single] 가끔 생각나는 사람
- 2024년 10월 31일 허회경 - [Digital Single] 한참을 울겠지만
- 2024년 12월 5일 윤석원 - [Digital Single] 잔향
- 2025년 1월 9일 허회경 - 기억해야만 하지
- 2025년 1월 16일 허회경 - 수상한 그녀 OST Part.9
- 2025년 3월 5일 음성녹음 - [Digital Single] 오프코스
- 2025년 4월 9일 허회경 - [Digital Single] 이상해
- 2025년 4월 21일 윤현상 - [Digital Single] 거닐어
- 2025년 5월 8일 윤석원 - [Digital Single] Love?No!
- 2025년 7월 3일 음성녹음 - [Digital Single] Drifter
- 2025년 8월 13일 음성녹음 - [Digital Single] 나의 여름을 돌려줘